# 1247 Меморія
1247 Меморія (1247 Memoria) — астероїд головного поясу, відкритий 30 серпня 1932 року.
Тіссеранів параметр щодо Юпітера — 3,188.